# 李通 (後漢初)
李 通（り つう、? - 42年）は、中国の新代から後漢時代初期にかけての武将、政治家。後漢草創期の功臣の一人。字は次元。荊州南陽郡宛県（河南省南陽市宛城区）の人。父の李守は、身長9尺で、容貌は非常に奇異、性格は厳粛にして剛毅で、家中でも公務と同様に厳粛であった。家は代々商業を営んでいた。妻は光武帝（劉秀）の妹劉伯姫（寧平長公主）。従弟は李軼・李松・李汎。子は李音・李雄。日本語での読みには、「り とう」もある。後、光武帝の功臣団「雲台二十八将」と並び洛陽南宮の雲台で顕彰されたため、「雲台三十二将」のひとりと称されることもある。

## 事跡
| 姓名           | 李通 |
| 時代           | 新代 - 後漢時代 |
| 生没年         | 生年不詳 - 42年（建武18年） |
| 字・別号       | 次元（字） |
| 本貫・出身地等 | 荊州南陽郡宛県 |
| 職官           | 五威将軍従事〔新〕→巫県県丞〔新〕 →柱国大将軍〔更始〕 →大将軍〔更始〕 →皇宮衛尉〔後漢〕→大司農〔後漢〕 →前将軍〔後漢〕→大司空〔後漢〕 →特進〔後漢〕 |
| 爵位・号等     | 輔漢侯〔更始〕→西平王〔更始〕 →固始侯〔後漢〕→固始恭侯〔没後〕                                                                                      |
| 陣営・所属等   | 王莽→劉縯→更始帝→光武帝（劉秀） |
| 家族・一族     | 父：李守 妻：劉伯姫（寧平長公主） 義兄：光武帝 子：李音 李雄 一族：李軼〔従弟〕 李松〔従弟〕 李汎〔従弟〕                                           |

### 反新の挙兵
父の李守が王莽の下で宗卿師を務めた劉歆に仕え、李通も五威将軍従事、巫県（南郡）県丞を歴任した。王莽統治の末年になると、李通は、父の李守から「劉氏再振興、李氏為補佐」の予言を聞き心に留め、また官吏生活にも嫌気が差していたため、官を捨てて郷里に帰った。
地皇3年（22年）から、李通は従弟の李軼と相談し、南陽の劉氏を支援して反新活動に従事することになる。李通は、李軼を劉秀の下に派遣し、また、李通本人も対面して、以後協力しあうことになる。李通は、劉秀と李軼を舂陵（南陽郡）の劉縯の下に送り出す一方で、自身は宛で挙兵の準備をし、長安に滞在中の父の李守とも連携していた。しかし、事が発覚してしまい、李通は辛うじて脱出したものの、李守と宗族64人はことごとく処刑されてしまった。李通は、劉縯・劉秀兄弟と合流し、地皇4年（23年）正月の沘水の戦いで、新の前隊大夫（新制の南陽太守）甄阜、属正（新制の都尉）梁丘賜を撃破している。
更始元年（23年）2月、更始帝（劉玄）が即位すると、李通は柱国大将軍に任命され、輔漢侯に封じられた。更始2年（24年）2月、更始帝が長安に遷都すると、李通は大将軍に任命され、西平王に封じられている。李通は更始帝から符節を与えられて荊州を鎮撫することを命じられ、そこで劉秀の妹の劉伯姫と結婚した。

### 後漢草創期の活躍
建武元年（25年）6月、劉秀が光武帝として即位すると、李通は光武帝に召しだされて皇宮衛尉に任命された。建武2年（26年）、大司農に任命され、固始侯に封じられた。妻の劉伯姫も、寧平長公主に封じられている。光武帝が出征した際には、李通が首都の留守を担当し、その間にも民衆を安撫し、宮城を再建し、学校を修築した。
李通は軍事能力にも優れている。建武5年（29年）には、王梁に代わって前将軍に任命された。建武6年（30年）、李通は破姦将軍侯進・捕虜将軍王覇を率い、漢中に割拠していた延岑軍を撃破している。さらに、蜀（成家）の公孫述が延岑に援軍を差し向けてくると、李通はこれを西城（漢中郡）で撃破し、順陽（南陽郡）へ帰還して屯田を行った。
その後、李通は病身により引退を申し出たが、光武帝や大司徒侯覇らが慰留し、建武7年（31年）5月、李通は大司空に任命された。李通の体調は好転せず、また、劉秀の義弟という地位に在りながら、謙虚で慎み深く、権力欲に薄かったこともあり、李通は都度都度辞職を願い出た。しかし、李通の政務面での才腕はやはり貴重だったようで、その辞職がようやく認められたのは、建武12年（36年）7月のことである。以後の李通は、特進として朝請を奉じた。
建武18年（42年）、死去。恭侯を追贈された。子の李音が継承している。